# 6619 Kolya
6619 Kolya este un asteroid din centura principală de asteroizi.

## Descriere
6619 Kolya este un asteroid din centura principală de asteroizi. A fost descoperit pe 27 septembrie 1973 la Observatorul astrofizic din Crimeea de Liudmila Cernîh. El prezintă o orbită caracterizată de o semiaxă mare de 3,17 ua, o excentricitate de 0,19 și o înclinație de 19,1° în raport cu ecliptica.